# Inlichtingendienst Buitenland
De Inlichtingendienst Buitenland (IDB) was een Nederlandse geheime dienst die was belast met het verzamelen van inlichtingen in en over het buitenland.
De IDB werd in 1946 opgericht als Buitenlandse Inlichtingendienst (BID), wat op 1 januari 1971 werd gewijzigd in Inlichtingendienst Buitenland (IDB). Deze dienst werd per 1 januari 1994 opgeheven, waarna zijn taken werden overgenomen door de civiele Binnenlandse Veiligheidsdienst (BVD) en de Militaire Inlichtingendienst (MID).
Er werkten ongeveer 70 mensen bij de IDB, die van 1946 tot 1994 gevestigd was in Villa Maarheeze aan de Rijksstraatweg 675 in Wassenaar.

## Voorgeschiedenis
Bij Koninklijk Besluit van 19 juli 1940 werd door de Nederlandse regering in Londen de Centrale Inlichtingendienst (CID) opgericht, die als civiele "gemengde" dienst (dat wil zeggen zowel inlichtingen- als veiligheidsdienst) ressorteerde onder het Departement van Justitie.
Na een reeks van problemen werd bij KB van 28 november 1942 deze dienst opgesplitst in twee diensten: het "veiligheidsdeel" van de CID bleef als Politie Buitendienst onder Justitie ressorteren; de "inlichtingenkant" werd omgezet in een Bureau Inlichtingen (BI) dat onder het Departement van Oorlog kwam te ressorteren.:p5
Na de bevrijding werd besloten het BI op te heffen, maar in juni 1945 besloot de Ministerraad het bureau 'voorlopig in stand' te houden. Op 1 mei 1946 werd het BI alsnog opgeheven, nadat op 16 februari 1946 de Buitenlandse Inlichtingendienst (BID) was opgericht.

## Oprichting en taak
Naar Brits voorbeeld werden na de bevrijding een civiele inlichtingendienst en een civiele veiligheidsdienst opgericht, beide ressorterend onder de Minister-President:
- De veiligheidsdienst was de Centrale Veiligheidsdienst (CVD) die in april 1946 opgericht werd en de voorloper van de Binnenlandse Veiligheidsdienst (BVD) was.
- De inlichtingendienst was de Buitenlandse Inlichtingendienst (BID) die op 16 februari 1946 werd opgericht. De enige overweging bij de oprichting was dat "het noodzakelijk is dat het Koninkrijk beschikt over een buitenlandse inlichtingendienst".

Er werd bepaald, dat het "inwinnen van inlichtingen in het buitenland" uitsluitend was voorbehouden aan de BID. Over de aard en inhoud van de in het buitenland in te winnen gegevens werd geen uitspraak gedaan, slechts van "voor het Koninkrijk gewichtige inlichtingen uit het buitenland".
Een inlichtingendienst als de BID probeert te achterhalen wat van belang is voor het buitenlandbeleid en de nationale veiligheid van het eigen land, ook als andere landen, organisaties en personen dit verborgen willen houden. Het is van belang om over eigen inlichtingen te beschikken. Het is niet wenselijk om afhankelijk te zijn van de informatie van andere landen. De Nederlandse regering moet een eigen afweging kunnen maken op basis van de duiding door een eigen inlichtingendienst.

## Organisatie

### Hoofden van de BID/IDB
De hoofden van de Buitenlandse Inlichtingendienst (BID) waren:
- 16-02-1946 - 01-01-1948: mr. C.L.W. Fock
- 01-01-1948 - 30-09-1948: R.J.M. Driebeek
- 30-09-1948 - 01-05-1949: jhr. A.Th. De Muralt (waarnemend)
- 01-05-1949 - 01-08-1956: jhr. A.Th. De Muralt
- 01-08-1956 - 01-07-1962: L.B. Labouchère
- 01-07-1962 - 15-12-1969: Th.W. Crul
- 15-12-1969 - 01-01-1971: Vadm bd H. Bos (waarnemend) (Bos was de Coördinator Inlichtingen- en Veiligheidsdiensten)

De hoofden van de Inlichtingendiensten Buitenland (IDB) waren:
- 01-01-1971 - 01-09-1972: C.J. Hagen (IDB/Defensie) .
- 01-09-1972 - 01-11-1978: C.J. Hagen (IDB/AZ)
- 01-11-1978 - 01-04-1980: Vadm bd F.E. Kruimink (waarnemend) (Kruimink was de Coördinator Inlichtingen- en Veiligheidsdiensten)
- 01-04-1980 - 26-09-1986: Genm Marns bd A.J. Romijn
- 26-09-1986 - 01-01-1994: drs. K.M. Meulmeester

### Afdelingen
De organisatie en taken van de BID werden weergegeven in een uitvoerige notitie van het toenmalige Hoofd BID , getiteld Taak BID van eind jaren ’40:
- Politieke inlichtingen, hoofdzakelijk betrekking hebbend op Europa
- economische inlichtingen
- Militaire inlichtingen[5]
- Gegevens over contra-spionage[6] in het buitenland

Corresponderend hiermee had de BID een politieke afdeling, een economische afdeling, een afdeling contra-spionage en een militaire afdeling.
De BID telde in 1948 29 ambtenaren op het hoofdkantoor in Wassenaar. Voorts waren er medewerkers die onder diplomatieke dekmantel gestationeerd waren op de Nederlandse ambassades in Ankara, Berlijn, Bern, Bonn, Brussel, Lissabon, Madrid, Parijs, Stockholm en Wenen. Eind 1956 waren hier nog maar drie medewerkers plus hun secretaresses van over. Daarnaast beschikte de BID nog over enkele (zogeheten niet-legale) medewerkers die zonder diplomatieke dekmantel opereerden, zoals bijvoorbeeld in 1949 in Boedapest.
Het geheime budget van de BID steeg van 120.000 gulden in 1947 via 320.000 gulden in 1949 en ca. 500.000 gulden in 1952 naar 620.000 gulden in 1960.
Naast de BID vestigde zich in 1946 op Villa Maarheeze ook sectie IIIC van de Generale Staf (GS), die door J.M. Somer was opgericht voor het opzetten van een stay-behindorganisatie en het verzamelen van militaire inlichtingen in en over het buitenland. In 1948 werd GS IIIC omgedoopt tot sectie G7 en in 1949 tot Sectie Algemene Zaken (SAZ). Tot in de jaren zestig was het plaatsvervangend hoofd (verantwoordelijk voor inlichtingenoperaties) van IIIC/G7/SAZ tevens het hoofd van de militaire afdeling van de BID, dit omdat formeel alleen de laatstgenoemde organisatie bevoegd was om buitenlandse inlichtingen te verzamelen.
SAZ werd de inlichtingentak van de Nederlandse stay-behindorganisatie Operatiën & Inlichtingen, die later in de media abusievelijk voorgesteld werd als de Nederlandse Gladio. Het militaire en burgerpersoneel van de SAZ was formeel in dienst van het Ministerie van Defensie, terwijl (al dan niet voormalige militaire) medewerkers van Operatiën wel door Defensie betaald werden, maar daar niet in dienst waren.

### Interne spanningen
Binnen de IDB rees er onenigheid tussen de Directie Verwerving die bijna uitsluitend uit militair personeel bestond en de Directie Verwerking die voornamelijk burgerpersoneel in dienst had. Deze waren pas opgelost toen alle medewerkers van Verwerking waren overgeplaatst, waarna de IDB nog meer dan voorheen op de MID steunde, met name door gebruik te maken van de communicatie die werd onderschept en ontcijferd door het Wiskundig Centrum (WKC) van de Marine Inlichtingendienst op het marineterrein in Amsterdam, dat in 1982 werd omgedoopt tot Technisch Informatie Verwerkingscentrum (TIVC).

### Samenwerking
De IDB beschikte over goede contacten met andere Nederlandse organisaties als de Militaire Inlichtingendienst (MID) en had ook goede banden met buitenlandse zusterdiensten zoals de Amerikaanse CIA. Tijdens een tiendaags bezoek van BID-hoofd De Muralt aan CIA-directeur Walter Bedell Smith in januari 1951 werd waarschijnlijk mondeling afgesproken dat de BID zou meewerken aan geheime CIA-operaties in het Oostblok.
De samenwerking met BVD, Militaire Inlichtingendiensten en het  Ministerie van Buitenlandse Zaken verliep niet soepel. Dat kwam er op neer dat de departementen en diensten niet aangaven aan welke informatie men behoefte had, zodat de BID inlichtingen verzamelde waar niemand op zat te wachten.
Op 1 januari 1971 werd de dienst in gereorganiseerde vorm als IDB ondergebracht bij het Ministerie van Defensie, maar op 1 september 1972 kwam ze opnieuw onder het Ministerie van Algemene Zaken.

## Activiteiten

### Conflict met Generale Staf
De Generale Staf van de Landmacht kende eind 1946 de Hoofdafdelingen IIIa (verwerking van inlichtingen) en IIIb (beveiliging) en vanaf mei 1946 IIIc (Inlichtingen).:p51. IIIc had 2 onderafdelingen: Afdeling 1 (Operatie), die inlichtingen in het buitenland zou moeten inwinnen, onder meer door het uitzenden van agenten, en Afdeling 2 (Voorbereiding), die een 'stay behind'-organisatie zou moeten opzetten met het oog op een eventuele bezetting (uit Afdeling 2 zou de organisatie voortkomen die bekend staat als “Gladio”).:p5
De Hoofdafdeling IIIc werd in 1948 omgedoopt in "Sectie G7 Algemene Zaken" en op 1 juli 1949 in "Sectie Algemene Zaken" (SAZ).
Afdeling 1 (Operatie) zou inlichtingen in het buitenland moeten inwinnen, onder meer door het uitzenden van agenten, maar het voormalige Hoofd BID, C.L.W. Fock, inmiddels Raadadviseur van minister-president Louis Beel, belette dat door er in 1948 op te wijzen dat het inwinnen van (militaire) inlichtingen in het buitenland en van de bevoegdheid om agenten naar het buitenland te zenden uitsluitend was voorbehouden aan de Buitenlandse Inlichtingendienst (BID).
Het resultaat was, dat de militaire afdeling van de BID alleen informatie van militaire aard uit de door de BID binnengebrachte berichten sorteerde en doorgaf aan de inlichtingendiensten van land-, zee- en luchtmacht (resp. MID/LAMID, MARID en LUID).
Geleidelijk echter ging de militaire afdeling, met instemming van de BID-leiding, toch eigen, specifiek op militaire inlichtingen gerichte, operaties uitvoeren, waardoor binnen de BID operaties werden uitgevoerd onder de verantwoordelijkheid van de Chef van de Generale Staf, onder wie Hoofd SAZ, tevens het hoofd van de militaire afdeling van BID, ressorteerde. Pas in het najaar van 1956 werd dit opgelost doordat het hoofd van de militaire afdeling van BID niet langer tevens hoofd van Afdeling 1 van SAZ was.

### Dubbelagent De Zwart
Begin jaren vijftig werden inlichtingen over de DDR voornamelijk verkregen via de West-Berlijnse krant Die Telegraf, waarvan de hoofdredactie zowel voor de BID en als het Britse MI6 werkte. Ook hierbij betrokken was Joop de Zwart, die eind jaren veertig in Berlijn bij de Nederlandse Militaire Missie (NMM) en het Rode Kruis werkte. In 1957 ging hij ook voor een geheime dienst uit het Oostblok (vermoedelijk de Oost-Duitse Stasi) werken en werd daarmee een dubbelagent in dienst van de BID, maar tot ergernis van de BVD, die zo'n operatie tot haar verantwoordelijkheid rekende.

### Droppings achter het IJzeren Gordijn
In 2016 kwam uit onderzoek van inlichtingenhistoricus Cees Wiebes naar voren dat de BID van 1951 t/m 1953 samen met het Office of Special Operations (OSO) van de CIA teams van agenten trainde om deze met boten of vliegtuigen van de CIA in landen als Roemenië, Bulgarije en Albanië te droppen, alwaar zij inlichtingen moesten verzamelen en het anticommunistische verzet moesten ondersteunen. Vergelijkbare operaties voerde de BID samen met de Franse inlichtingendiest SDECE uit in Tsjecho-Slowakije. 
De betreffende agenten waren doorgaans afkomstig uit emigrantengemeenschappen en niet zelden fascisten of oud-nazi's. De rol van de BID werd goed verborgen gehouden, alle betrokkenen dachten dat het om CIA-operaties ging. Namens de BID werden deze missies op tamelijk professionele wijze gecoördineerd door twee agenten met de codenamen Astro en Charles, die in Rome gestationeerd waren en middels versleutelde telegrammen via het Nederlandse gezantschap bij de Heilige Stoel contact met BID-hoofd De Muralt in Wassenaar onderhielden. 
Veruit de meeste van deze operaties werden een mislukking: door verraad en/of amateurisme werden de gedropte agenten vaak al snel opgepakt en ter dood veroordeeld. Desondanks planden het OSO en de BID telkens weer nieuwe missies, totdat het OSO er vanaf 1952 de stekker uit trok. Of de Nederlandse minister-president en andere verantwoordelijke ministers van deze operaties op de hoogte waren is niet bekend.

### Reydon en De Jager
De uitkomst van een onderzoek in 1961 naar het mislukken van een spionage-missie van BID-agenten Evert Reydon en Louw de Jager naar de Sovjet-Unie had tot gevolg dat zowel het Hoofd BID Labouchère als diens plaatsvervanger aftraden.

### Mossad-mol
In de jaren ‘80 werd een medewerker van de IDB gerekruteerd door de Israëlische geheime dienst Mossad, en speelde o.a. geheime informatie over de NAVO door. Na zijn ontmaskering eind 1983 werd de mol uitgezet naar Israël.

### Gladio
In 1990 werd in Europa het bestaan van de geheime organisatie Gladio bekend. In Nederland kwam het bestaan van grote wapenopslagplaatsen van Gladio aan het licht, waaruit bovendien grote hoeveelheden wapens waren verdwenen. Hoewel geen onderdeel van de IDB, bleek de Nederlandse tak van Gladio evenals de IDB gevestigd te zijn in Villa Maarheeze in Wassenaar.

## Opheffing
Kort na de opschudding over de Gladio-affaire besloot minister-president Lubbers in 1992 de IDB op te heffen, net als de stay-behindorganisatie Operatiën & Inlichtingen. Als belangrijkste reden voor het opheffen van de IDB werden "personeelsproblemen" genoemd. Op 1 januari 1994 werd de dienst daadwerkelijk opgeheven.
Diverse taken werden overgeheveld naar de inlichtingendiensten van Justitie (Centrale Recherche Informatiedienst (CRI), Defensie (MID) en Binnenlandse Zaken (BVD), maar de buitenlandse inlichtingentaak (nog) niet.
Een soevereine staat kan echter niet zonder een buitenlandse inlichtingendienst. In de internationale inlichtingenwereld geldt “voor wat, hoort wat"; op termijn krijgt een land geen geheime inlichtingen meer van andere landen als het niet zelf af en toe ook iets aanlevert. Zeker een klein land als Nederland is sterk afhankelijk van die uitruil.
Toen in 2002 een nieuwe Wet op de inlichtingen- en veiligheidsdiensten tot stand kwam, werd de BVD dan ook omgevormd tot de Algemene Inlichtingen- en Veiligheidsdienst (AIVD). De AIVD omvatte niet langer alleen de oude BVD, maar kreeg ook een inlichtingentaak.